# Altiplà de Chota Nagpur

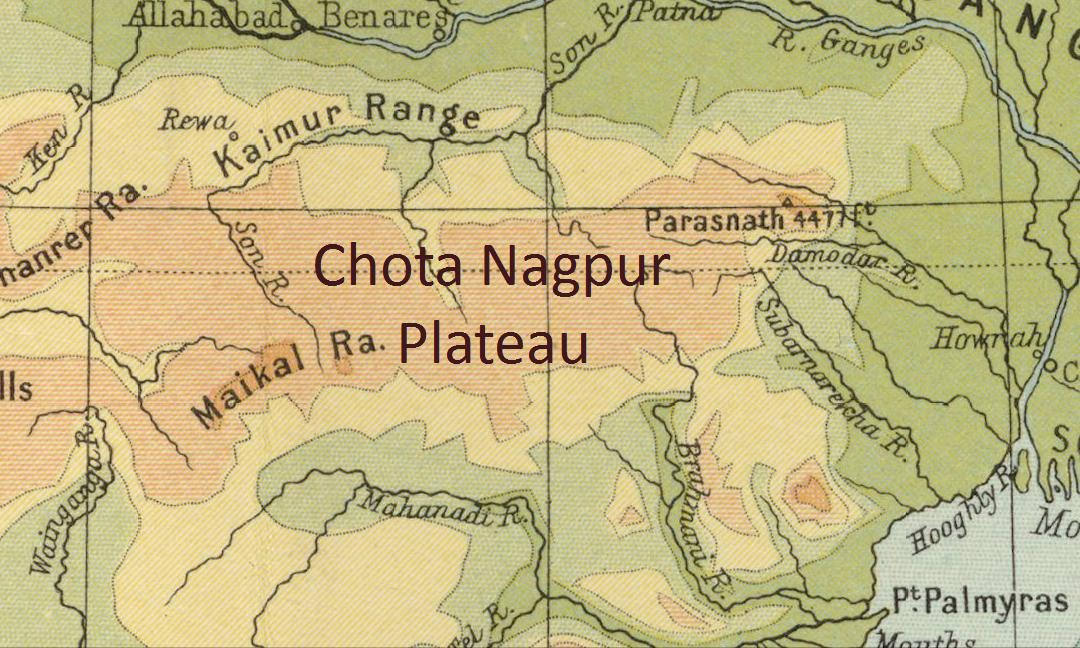
L'altiplà de Chota Nagpur a l'Imperial Gazetteer of India.

L'altiplà de Chhota Nagpur o Chota Nagpur és un sistema elevat de l'Índia oriental que forma la part principal del modern estat de Jharkhand, antigament subdivisió de Chhota Nagpur i s'estén a Orissa, Bengala Occidental, Bihar i Chhattisgarh. La plana del Ganges es troba al nord i est i la conca del Mahanadi al sud. El formen tres altiplans menors, el Ranchi (de mitjana 700 metres), el Hazaribagh i el Kodarma. La superfície aproximada és de 65.000 km².